# Калеві Сорса
Тайсто Калеві Сорса (фін. Taisto Kalevi Sorsa; 21 грудня 1930, Кеуруу — 16 січня 2004, Гельсінкі) — фінський державний і політичний діяч.

## Біографія
У 1957 році закінчив факультет журналістики Інституту суспільних наук у Тампере. З 1954 по 1957 роки працював журналістом, видавничим працівником в друкованих органах Соціал-демократичної партії Фінляндії (СДПФ). У 1953⁣–1963 роках був співробітником ЮНЕСКО, в 1965⁣–⁣1969 роках генеральним секретарем фінляндської комісії ЮНЕСКО.
З 1969 року працює секретарем СДПФ. У 1975 році стає головою партії і пробуде на цій посаді 12 років.
З 1970 року — депутат парламенту. У 1970⁣–⁣1972, 1976⁣–1977 роки був головою зовнішньополітичної комісії парламенту.
У 1972, 1975⁣–⁣1976 і 1987⁣–1989 рр. працював заступником прем'єр-міністра і міністра закордонних справ.
Калеві Сорса очолював уряд Фінляндії в 1972⁣–⁣1975, 1977⁣–1979 і 1982⁣–1987 роки. Будучи прем'єр-міністром, він дотримувався концепції побудови держави загального добробуту. При ньому були здійснені реформи освіти та охорони здоров'я, удосконалено систему соціального та пенсійного забезпечення. У зовнішній політиці Калеві Сорса проводив курс на зміцнення ОБСЄ і підтримував міжнародний соціал-демократичний рух.
З 1989 до 1991 був головою парламенту Фінляндії. Після свого відходу з парламенту, він працював у керуючій раді Банку Фінляндії до 1996 року.
Калеві Сорса помер від раку в 2004 році у себе вдома в Гельсінкі.